# Liste von Erhebungen in Dänemark
Die Liste von Erhebungen in Dänemark zeigt eine Auswahl von Erhebungen, die im Gebiet des eigentlichen Staatsgebietes von Dänemark (ohne Färöer und Grönland) liegen – sortiert nach Höhe in Meter. Die höchsten Erhebungen finden sich hierbei in den Ejer Bjerge, ein Höhenzug zwischen Horsens und Skanderborg im Osten der Region Midtjylland (Mitteljütland).
Noch bis 1847 galt der 147 Meter hohe Himmelbjerget als höchster Hügel Dänemarks, danach wurde bis 1941 der Ejer Bavnehøj als höchste Erhebung des Landes proklamiert. Messungen im Jahr 1941 wiesen jedoch auf, dass der mittlere Grabhügel auf dem Yding Skovhøj höher liegt als der Ejer Bavnehøj. In den Jahren 1953 bis 2005 eroberte der Ejer Bavnehøj mit einem damals angenommenen Höhenunterschied von 6 cm seinen Spitzenplatz unter den höchsten Erhebungen Dänemarks zurück. Die Frage, inwieweit Grabhügel und andere von Menschen geschaffene Erdhügel dazugezählt werden können, führte in Dänemark für Jahrzehnte zu heftigen Diskussionen. Für Klarheit sorgte 2004/2005 eine Untersuchung von Forschern der Karten- und Katasterbehörde (Kort & Matrikelstyrelsen) des dänischen Umweltministeriums, des Geografisk Institut der Universität Kopenhagen und des Dänischen Nationalmuseums, denen zufolge die Rangliste von Dänemarks höchsten Erhebungen neu geordnet werden musste. Als höchste natürliche Erhebung des Landes erwies sich dabei der 200 m westlich des Ejer Bavnehøjs liegende Møllehøj (170,86 m), während der mittlere Grabhügel des Yding Skovhøj mit 172,54 m als höchste Erhebung ermittelt wurde, die von Menschen geschaffene Erdhügel miteinbezieht.
Auf Seeland, der größten Insel Dänemarks, heißt der höchste Punkt Kobanke (122,9 m), aber auch dieser Tatsache liegt eine knappe Entscheidung der Geologen zugrunde. Gyldenløves Høj, etwas weiter nördlicher, ist 125,5 m hoch und wurde bis 2007 oft als höchster Punkt Seelands bezeichnet. Eine Untersuchung zeigte jedoch, dass seine natürliche Höhe nur 121,3 m beträgt.

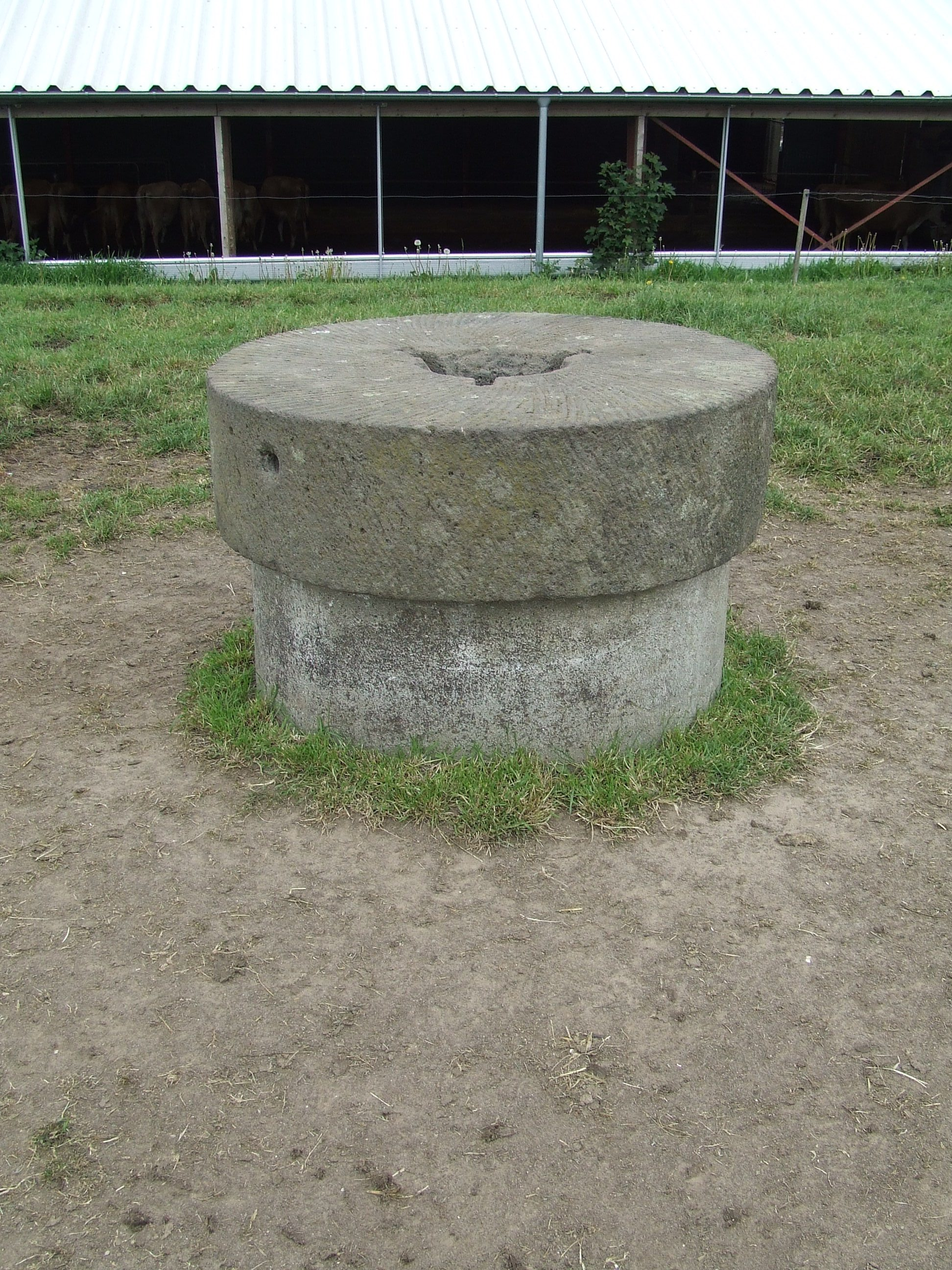
Markierung des höchsten natürlichen Punktes Dänemarks, dem Møllehøj (170 m)
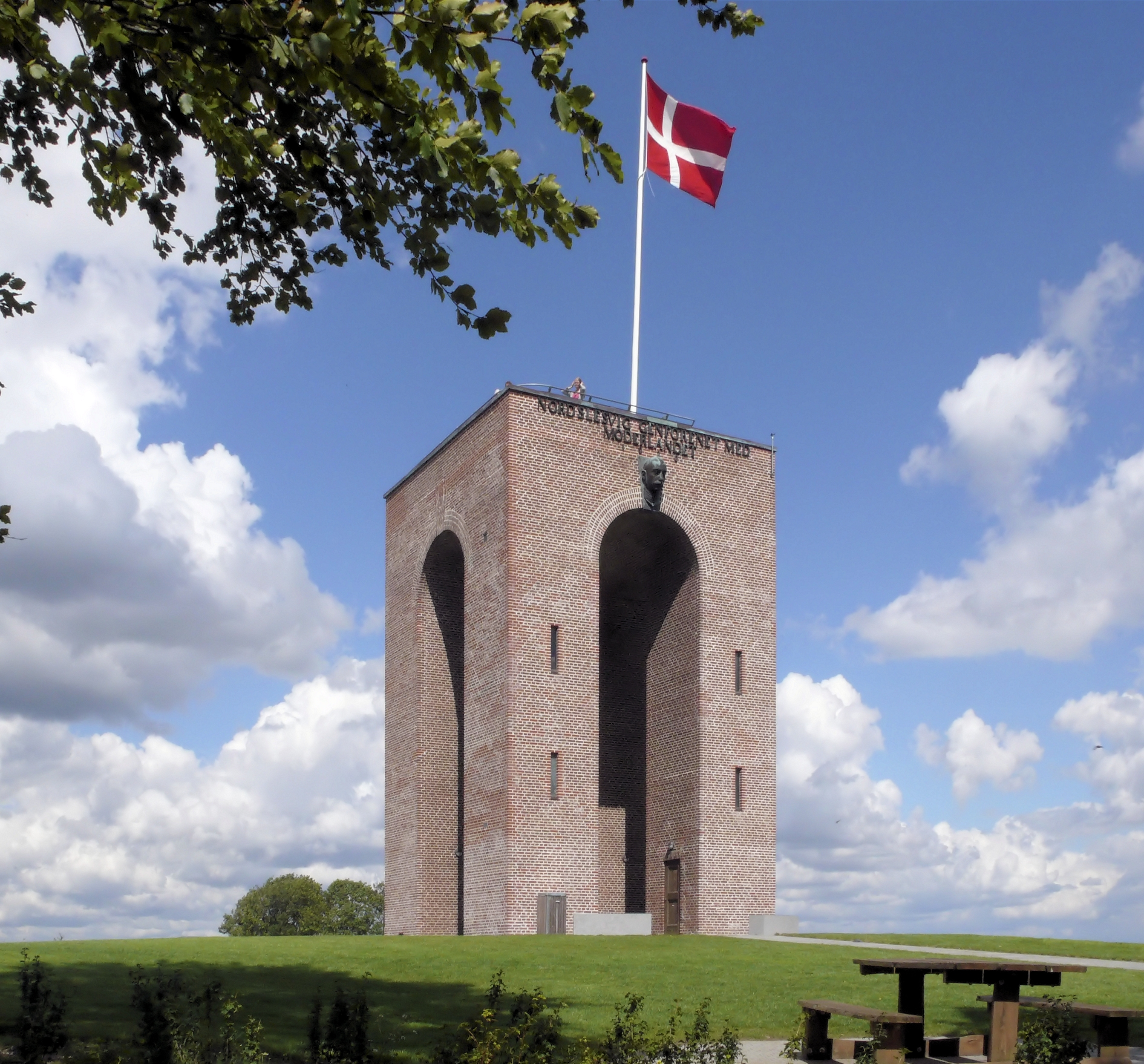
Aussichtsturm von 1924 auf dem Ejer Bavnehøj (170 m)
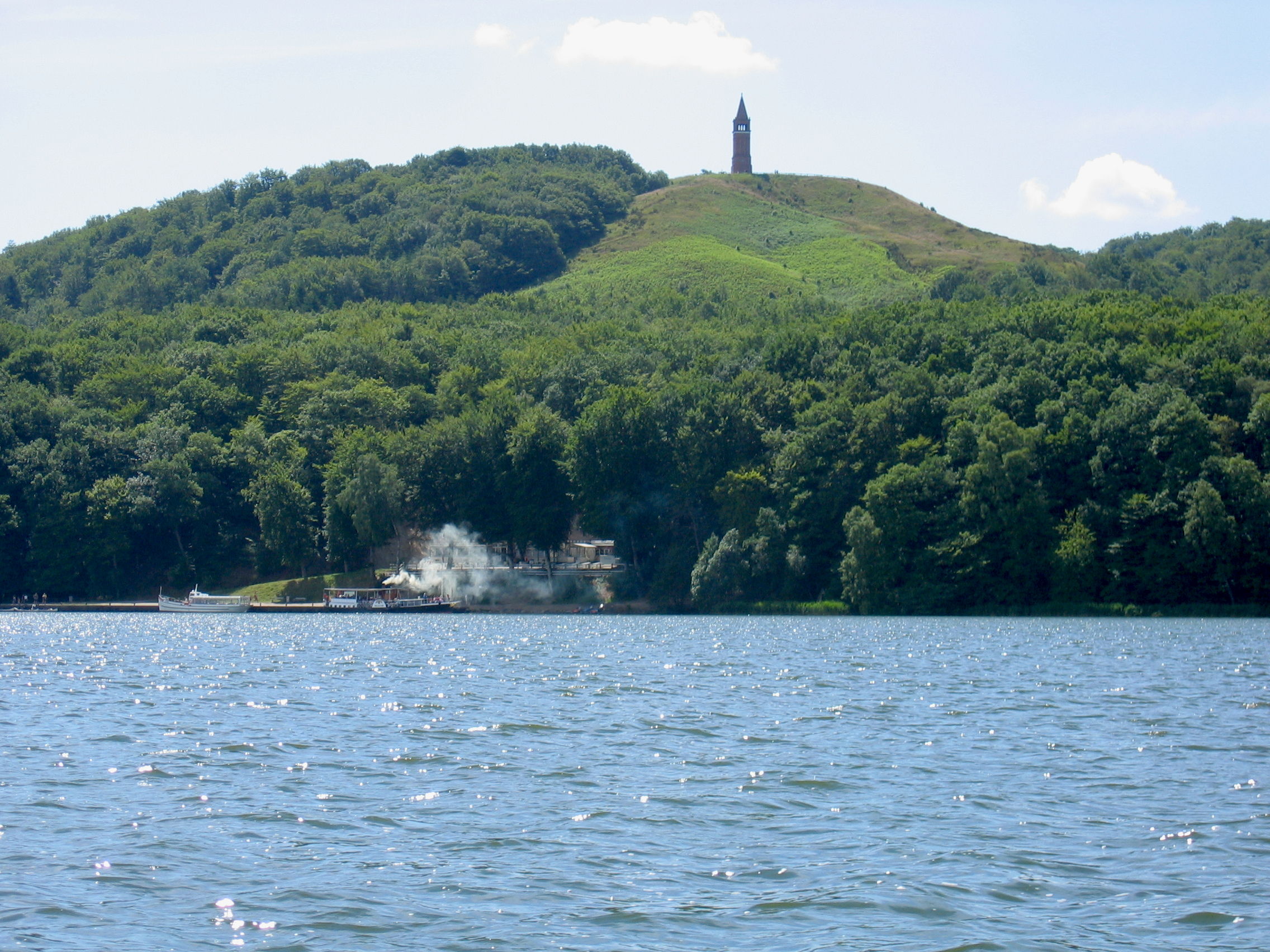
Himmelbjerget (147 m) mit Aussichtsturm von 1875

## Liste der höchsten natürlichen Erhebungen
| Nr. | Erhebung                 | Höhe     | Höhenzug              | Region                  | Ort          | Kommune                  | Geokoordinaten                   |
| --- | ------------------------ | -------- | --------------------- | ----------------------- | ------------ | ------------------------ | -------------------------------- |
| 1.  | Møllehøj                 | 170,86 m | Ejer Bjerge           | Midtjylland             | Ejer         | Skanderborg Kommune      | 55° 58′ 37,9″ N, 9° 49′ 34,4″ O  |
| 2.  | Yding Skovhøj            | 170,77 m | Ejer Bjerge           | Midtjylland             | Yding        | Horsens Kommune          | 55° 59′ 33″ N, 9° 47′ 45″ O      |
| 3.  | Ejer Bavnehøj            | 170,35 m | Ejer Bjerge           | Midtjylland             | Ejer         | Skanderborg Kommune      | 55° 58′ 37,3″ N, 9° 49′ 50,3″ O  |
| 4.  | Lindbjerg                | 170,08 m | Ejer Bjerge           | Midtjylland             | Ejer         | Skanderborg Kommune      | Koordinaten fehlen! Hilf mit.    |
| 5.  | Margretelyst SØ (Südost) | 169,78 m | Ejer Bjerge           | Midtjylland             | Ejer         | Skanderborg Kommune      | Koordinaten fehlen! Hilf mit.    |
| 6.  | Vistofte                 | 169,44 m | Ejer Bjerge           | Midtjylland             |              |                          | Koordinaten fehlen! Hilf mit.    |
| 7.  | Rytterknægten            | 162 m    |                       | Bornholm                | Vestermarie  | Bornholms Regionskommune | 55° 6′ 42″ N, 14° 53′ 21,4″ O    |
| 8.  | Rye Sønderskov           | 157 m    |                       | Midtjylland             | Gammel Rye   | Skanderborg Kommune      | 56° 4′ 47,2″ N, 9° 39′ 4,4″ O    |
| 9.  | Them Bavnehøj            | 153 m    |                       | Midtjylland             | Them         | Silkeborg Kommune        | 56° 5′ 12″ N, 9° 31′ 40,6″ O     |
| 10. | Sorring Loddenhøj        | 148 m    |                       | Midtjylland             | Sorring      | Silkeborg Kommune        | 56° 11′ 0″ N, 9° 48′ 0″ O        |
| 11. | Himmelbjerget            | 147 m    | Ejer, Bjerge          | Midtjylland             | Gammel Rye   | Skanderborg Kommune      | 56° 6′ 18,6″ N, 9° 41′ 6,2″ O    |
| 12. | Aborrebjerg              | 143 m    | Møns Klint            | Møn                     |              | Vordingborg Kommune      | 54° 58′ 53″ N, 12° 31′ 47″ O     |
| 13. | Ravnebakke               | 142 m    |                       | Bornholm                | Vestermarie  | Bornholms Regionskommune | 55° 7′ 42,4″ N, 14° 52′ 26,8″ O  |
| 14. | Brande Krat              | 141 m    |                       | Midtjylland             | Them         | Silkeborg Kommune        | 56° 6′ 6,3″ N, 9° 28′ 23,2″ O    |
| 15. | Vinding Ottehøje         | 140,5 m  |                       | Midtjylland             | Bryrup       | Silkeborg Kommune        | 56° 1′ 43,9″ N, 9° 34′ 59,3″ O   |
| 16. | Tranebjerg               | 138 m    |                       | Sønderjylland           | Kollemorten  | Vejle Kommune            | Koordinaten fehlen! Hilf mit.    |
| 17. | Bavnen                   | 138 m    |                       | Sønderjylland           | Kollemorten  | Vejle Kommune            | Koordinaten fehlen! Hilf mit.    |
| 18. | Agri Bavnehøj            | 137 m    | Mols Bjerge           | Midtjylland             | Agri         | Syddjurs Kommune         | 56° 13′ 54″ N, 10° 32′ 24″ O     |
| 19. | Møgelbjerg               | 137 m    |                       | Midtjylland             | Addit        | Horsens Kommune          | Koordinaten fehlen! Hilf mit.    |
| 20. | Møllebjerg               | 137 m    |                       | Sønderjylland           | Lindeballe   | Vejle Kommune            | Koordinaten fehlen! Hilf mit.    |
| 21. | Knøsen                   | 136 m    | Dronninglund Storskov | Nordjylland, Vendsyssel | Dronninglund | Brønderslev Kommune      | 57° 11′ 41,8″ N, 10° 17′ 30,7″ O |
| 22. | Kongsbjerg               | 135 m    | Møns Klint            | Møn                     |              | Vordingborg Kommune      | 54° 57′ 51″ N, 12° 33′ 8″ O      |
| 23. | Lindeballe Skov          | 133 m    |                       | Sønderjylland           | Lindballe    | Vejle Kommune            | 55° 45′ 35,6″ N, 9° 13′ 38,7″ O  |
| 24. | Bavnehøj                 | 133 m    |                       | Midtjylland             | Brædstrup    | Horsens Kommune          | 55° 57′ 0″ N, 9° 36′ 0″ O        |

## Liste der höchsten Erhebungen einschließlich menschengeschaffener Erdhügel

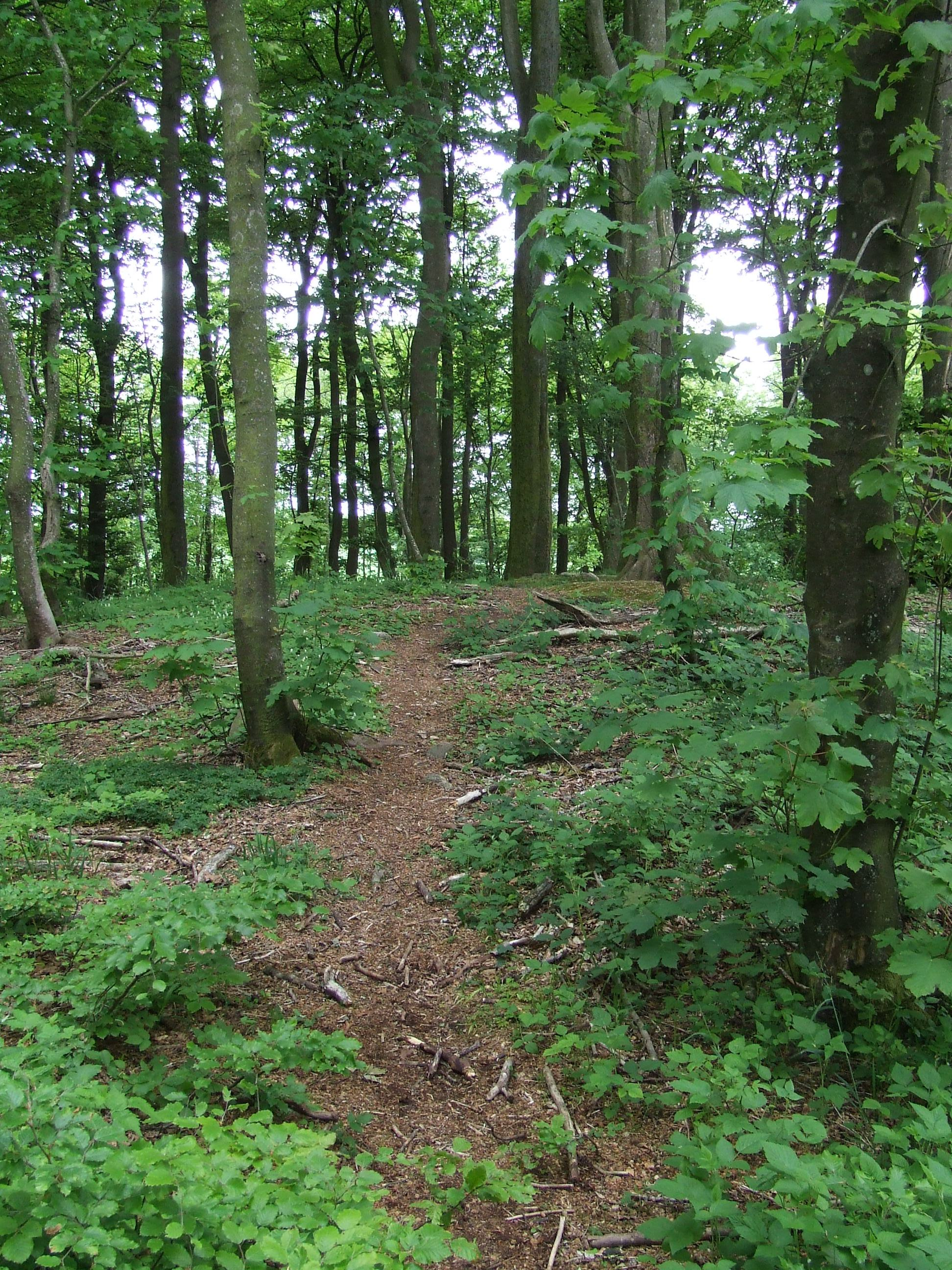
Einer der drei Grabhügel auf dem Yding Skovhøj (172 m)

| Nr. | Erhebung                            | Höhe     | Lage                               | Geokoordinaten                  |
| --- | ----------------------------------- | -------- | ---------------------------------- | ------------------------------- |
| 1.  | Yding Skovhøj, mittlerer Grabhügel  | 172,54 m | Ejer Bjerge, östliches Midtjylland | 55° 59′ 33″ N, 9° 47′ 45″ O     |
| 2.  | Vistofte Grabhügel                  | 171,73 m | Ejer Bjerge, östliches Midtjylland | Koordinaten fehlen! Hilf mit.   |
| 3.  | Yding Skovhøj, östlicher Grabhügel  | 171,73 m | Ejer Bjerge, östliches Midtjylland | 55° 59′ 33″ N, 9° 47′ 45″ O     |
| 4.  | Yding Skovhøj, westlicher Grabhügel | 171,41 m | Ejer Bjerge, östliches Midtjylland | 55° 59′ 33″ N, 9° 47′ 45″ O     |
| 5.  | Ejer Bavnehøj, neuzeitliche Höhe    | 171,04 m | Ejer Bjerge, östliches Midtjylland | 55° 58′ 37,3″ N, 9° 49′ 50,3″ O |
| 6.  | Møllehøj                            | 170,86 m | Ejer Bjerge, östliches Midtjylland | 55° 58′ 37,9″ N, 9° 49′ 34,4″ O |
| 7.  | Lindbjerg                           | 170,08 m | Ejer Bjerge, östliches Midtjylland | Koordinaten fehlen! Hilf mit.   |
| 8.  | Margretelyst SØ (Südost)            | 169,78 m | Ejer Bjerge, östliches Midtjylland | Koordinaten fehlen! Hilf mit.   |

## Sonstige Erhebungen (Auswahl)
- Skamlingsbanken, Kolding Kommune (113 m)
- Ellemandsbjerg, Syddjurs Kommune (99 m)
- Knivsberg, Aabenraa Kommune (97 m)
- Vongshøj, Tønder Kommune (62 m)